# 釜湖駅
釜湖駅（プホえき）は、大韓民国慶尚北道慶山市に位置する大邱交通公社1号線の駅である。駅番号は148。
慶一大・瑚山大の副駅名がある。

## 駅構造
- 相対式ホーム2面2線の高架駅。

## 歴史
- 2023年11月13日：釜湖・慶一大・瑚山大駅に駅名決定[1]。
- 2024年6月27日：釜湖駅に駅名変更、「慶一大・瑚山大」は副駅名となる[2]。
- 2024年12月21日：開業[3]。

## 隣の駅
大邱交通公社
●1号線
大邱韓医大病院駅 |(147) - 釜湖駅 (148) - 河陽駅 (149)